# Thomas Cromwell
Thomas Cromwell KG PC (1485 - 28 de juliol de 1540) fou Primer Ministre d'Enric VIII d'Anglaterra entre 1532 i 1540 i Comte d'Essex.

## Joventut
Nasqué a Putney (actualment un districte de Londres) i fou fill de Walter Cromwell; identificat, depenent de la font, com a empresari del sector tèxtil, ferrer o cerveser. Es coneixen pocs detalls de la joventut de Thomas Cromwell, però sabem que abans de 1512 va treballar pels Frescobaldis, una poderosa família de comerciants florentins, als Països Baixos.
Després de la mort de Bainbridge el 1514, Cromwell tornà a Anglaterra per a treballar a les ordres del Cardenal Thomas Wolsey. El 1519 es casà amb Elisabet Wyckes (1489 – 1527) i tingué un fill anomenat Gregori. Després d'estudiar dret, Cromwell esdevindria membre del Parlament l'any 1523. A finals de la dècada del 1520 va ajudar a Wolsey a dissoldre trenta monestirs per augmentar els fons de l'escola primària de Wolsey a Ipswich i el Cardinal's College d'Oxford. El 1529 el rei Enric VIII convocà el Parlament (més endavant batejat com a "Parlament de la Reforma") amb l'ordre d'obtenir el divorci amb Caterina d'Aragó. A finals de 1530 o principis del 1531 Thomas Cromwell va ser nomenat Canceller Reial i, ja cap a finals del 1531, esdevindria membre del cercle privat d'Enric VIII. No seria fins al 1532 que Cromwell, havent-se guanyat la confiança del rei, es convertiria en Primer Ministre.

## Primer Ministre

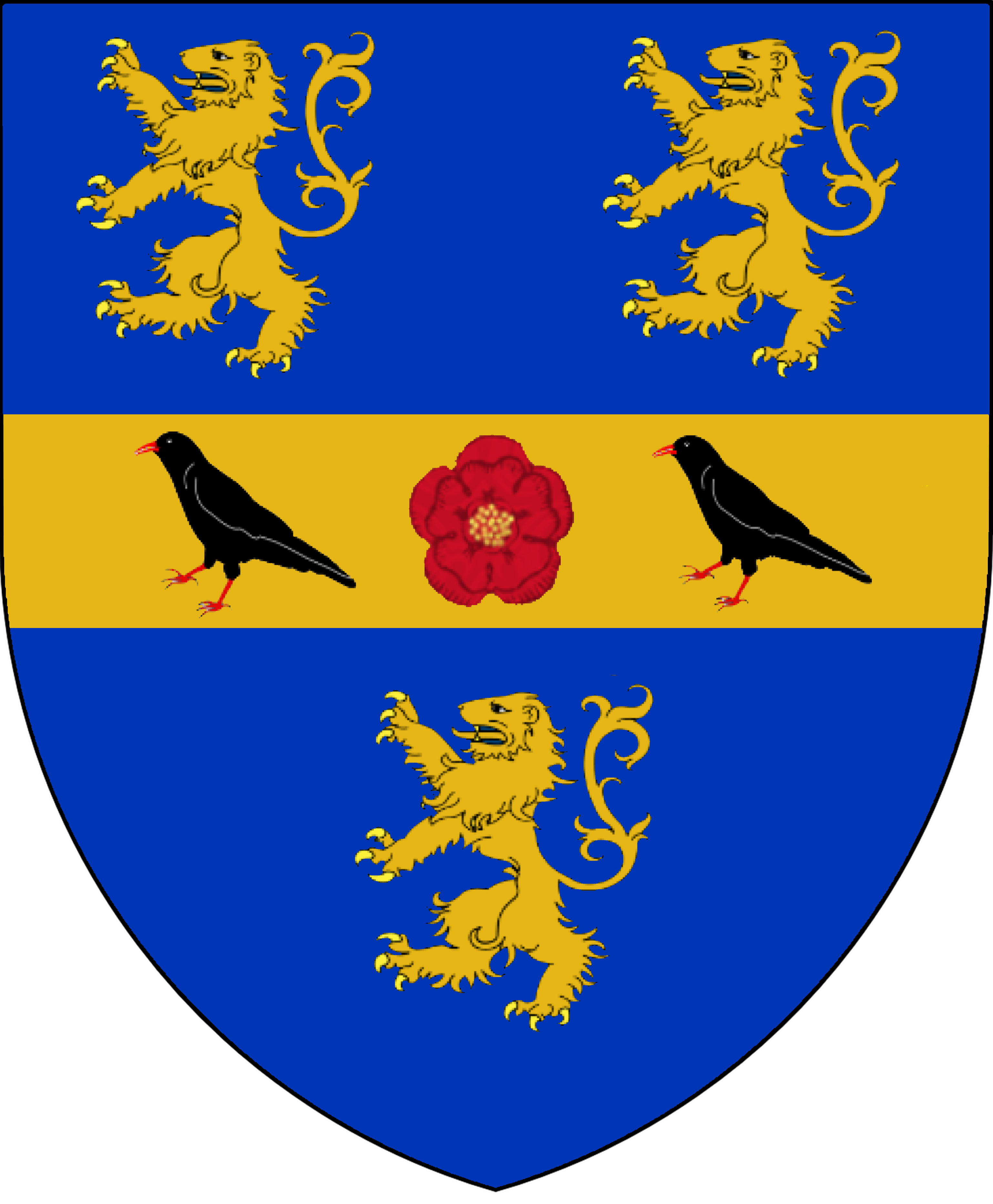
Escut d'armes de Thomas Cromwell

A partir d'aquell moment Cromwell jugaria un paper molt important en la reforma anglicana. Les sessions parlamentàries del 1529 - 1531 havien dut Enric VIII d'Anglaterra a l'anul·lació del matrimoni amb Caterina d'Aragó; tanmateix la sessió de 1532 (la primera amb Thomas Cromwell com a Primer Ministre) va significar un gran canvi: les principals fonts d'ingressos del Papa van ser tallades i la legislació eclesiàstica va ser transferida al rei. En les sessions dels anys següents vindria la llei fonamental de la reforma anglesa: "Act in Restraint of Appeals" (Llei de contenció de les peticions), que prohibia les peticions a Roma. D'aquesta manera hom es podia divorciar a Anglaterra sense demanar permís al Papa de Roma. L'esborrany d'aquesta llei la va fer el mateix Cromwell, amb un famós preàmbul on definia Anglaterra com un Imperi amb el rerefons que significava la independència de qualsevol autoritat estrangera, és a dir, el poder eclesiàstic romà.
Cromwell va ser el promotor de la idea que el rei es fes càrrec de la Prefectura de la nova Església anglicana, i el 1535 Enric VIII el nomenà Virrei en afers espirituals, fet que li donà poders com si fos el jutge suprem en casos eclesiàstics sobre les dues províncies de l'Església anglicana: Canterbury i York. Com a general-vicari d'Enric VIII, Thomas Cromwell va presidir la dissolució de monestirs a partir del 1536. Com a recompensa el rei li atorgà el títol de Comte d'Essex, comtat de nova creació que Thomas Cromwell fou el primer a ostentar. A més a més va ser l'arquitecte de la unió entre Gal·les i Anglaterra a través de les anomenades "Laws in Wales Acts"(Lleis sobre els drets de Gal·les) del 1535 - 1542.
Encara que la dissolució de monestirs va ser identificada com una forma barroera d'aconseguir diners, Cromwell i els seus partidaris tenien vertaderes discrepàncies teològiques sobre la idea de la vida monàstica. És important ressaltar que mentre Cromwell estigué al poder la reforma anglicana va ser molt més oberta i tolerant que en anys posteriors. Cromwell també fou mecenes d'un grup d'intel·lectuals humanistes que l'ajudarien a difondre les idees de la reforma a través dels seus escrits. Entre aquests intel·lectuals hi havia l'escriptor John Rastell, el teòleg humanista Thomas Starkey i Richard Taverner.
El Pelegrinatge de Gràcia va ser una revolta que esclatà a York l'any 1536, en protesta per la Reforma Protestant i en defensa també d'altres reivindicacions polítiques com la legitimitat de Maria Tudor i la deposició de Thomas Cromwell, que conduí a la dissolució dels monestirs. La rebel·lió va ser reprimida sense pietat.

## Causes de la seva mort
Cromwell havia donat suport a Enric VIII d'Anglaterra en l'eliminació de la seva dona Anna Bolena per ser reemplaçada per Jane Seymour. Tanmateix la caiguda de Thomas Cromwell es deu a la seva insistència que el rei es tornés a casar després de la mort prematura de Jane. El matrimoni amb Anna de Clèveris, que incluïa una aliança política amb l'Imperi Sacre Romano-Germànic, va resultar ser un fracàs, fet que donà l'oportunitat als opositors conservadors de Cromwell, entre ells el Duc de Norfolk Thomas Howard, a exigir la seva detenció. Després d'un Consell celebrat el 10 de juny de 1540, Cromwell va ser detingut i tancat a la Torre de Londres, on seria executat el 28 de juliol de 1540.

## Curiositats
Oliver Cromwell (1599 - 1658), Lord Protector d'Anglaterra i fundador de la República de la Commonwealth, fou descendent de la germana de Thomas Cromwell, Caterina Cromwell.